# Leptoglossum
Leptoglossum is een geslacht van schimmels behorend tot de familie Hygrophoraceae. De typesoort is Leptoglossum muscigenum.

## Soorten
Het geslacht telt in totaal 15 soorten (peildatum november 2021):
| Soortnaam                   | Auteur(s)                  | Publicatiejaar |
| --------------------------- | -------------------------- | -------------- |
| Leptoglossum alabamense     | Underw.                    | 1897           |
| Leptoglossum flavum         | (Gillet) Sacc.             | 1889           |
| Leptoglossum galeatum       | W.B. Cooke                 | 1961           |
| Leptoglossum latum          | Peck                       | 1895           |
| Leptoglossum lutescens      | (Berk. & M.A. Curtis) Rehm | 1904           |
| Leptoglossum luteum         | (Peck) Sacc.               | 1889           |
| Leptoglossum multiguttulata | Rostr.                     | 1892           |
| Leptoglossum peckii         | W.B. Cooke                 | 1961           |
| Leptoglossum queletii       | (Pilát & Svrček) Corner    | 1966           |
| Leptoglossum septentrionale | W.B. Cooke                 | 1961           |
| Leptoglossum seticola       | Corner                     | 1966           |
| Leptoglossum subbryophilum  | Singer                     | 1931           |
| Leptoglossum sublutescens   | W.B. Cooke                 | 1961           |
| Leptoglossum tremellosum    | (Cooke) Sacc.              | 1889           |
| Leptoglossum uliginosum     | (Pers.) Singer             | 1962           |